# Ульцама
Ульцама, Ульсама (баск. Ultzama (офіційна назва), ісп. Ulzama) — муніципалітет в Іспанії, у складі автономної спільноти Наварра. Населення — 1663 особи (2009).
Муніципалітет розташований на відстані близько 330 км на північний схід від Мадрида, 20 км на північ від Памплони.
На території муніципалітету розташовані такі населені пункти: (дані про населення за 2009 рік)
- Алькоц: 198 осіб
- Аррайц-Оркін: 187 осіб
- Ауса: 167 осіб
- Сеноц: 42 особи
- Ельцо: 56 осіб
- Ельцабуру: 175 осіб
- Горронц-Олано: 33 особи
- Герендіайн: 111 осіб
- Іларрегі: 50 осіб
- Ірайсоц: 246 осіб
- Суарбе: 49 осіб
- Ларрайнцар: 142 особи
- Лісасо: 139 осіб
- Лосен: 9 осіб
- Урріцола-Галайн: 59 осіб

## Демографія
Динаміка населення (INE ):

## Галерея зображень

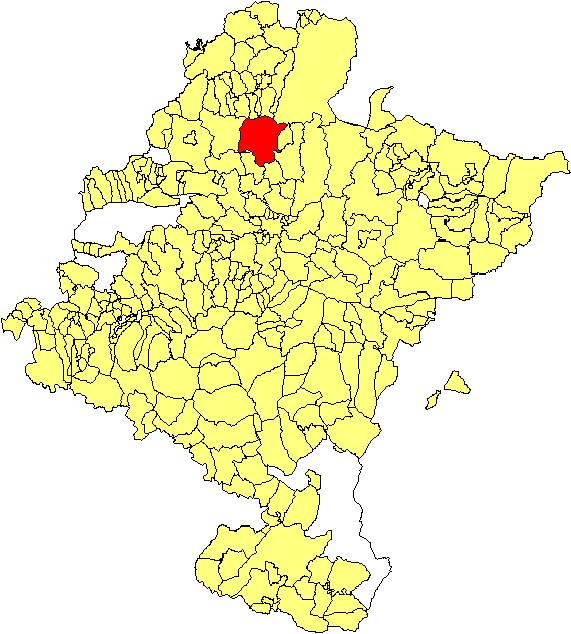
Розташування муніципалітету
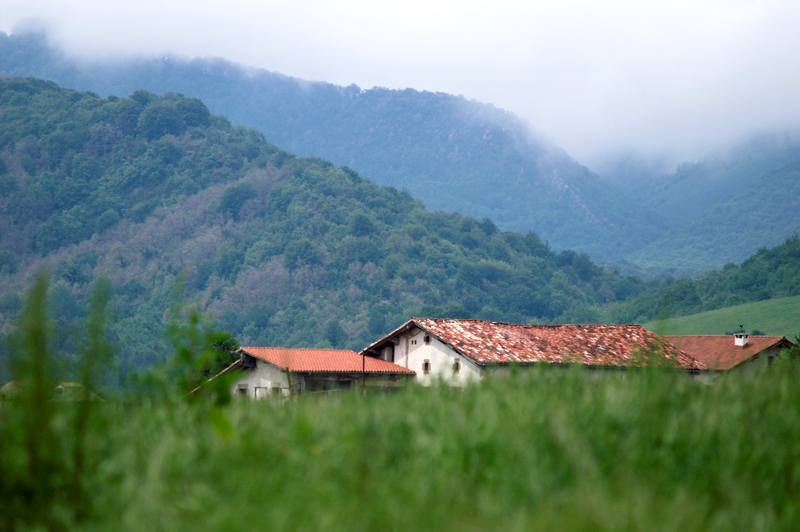
Долина Ульцама